# Špaj
Špaj (izvirno srbsko Шпај) je naselje v Srbiji, ki upravno spada pod Občino Bela Palanka; slednja pa je del Pirotskega upravnega okraja.

## Demografija
V naselju živi 66 polnoletnih prebivalcev, pri čemer je njihova povprečna starost 45,8 let (43,8 pri moških in 48,1 pri ženskah). Naselje ima 30 gospodinjstev, pri čemer je povprečno število članov na gospodinjstvo 2,70.
To naselje je, glede na rezultate popisa iz leta 2002, večinoma srbsko, a v času zadnjih 3 popisov je opazen porast števila prebivalcev.
|  |

| Demografija | Demografija     | Demografija     |
| Leto        | Št. prebivalcev | Št. prebivalcev |
| ----------- | --------------- | --------------- |
|             |                 |                 |
|             |                 |                 |
|             |                 |                 |
|             |                 |                 |
| 1948        | 575             |                 |
| 1953        | 570             |                 |
| 1961        | 381             |                 |
| 1971        | 235             |                 |
| 1981        | 128             |                 |
| 1991        | 66              | 66              |
| 2002        | 81              | 81              |
|             |                 |                 |

| Etnična sestava po popisu iz leta 2002 | Etnična sestava po popisu iz leta 2002 | Etnična sestava po popisu iz leta 2002 | Etnična sestava po popisu iz leta 2002 | Etnična sestava po popisu iz leta 2002 |
| -------------------------------------- | -------------------------------------- | -------------------------------------- | -------------------------------------- | -------------------------------------- |
| Srbi                                   | Srbi                                   |                                        | 60                                     | 74,07%                                 |
| Romi                                   | Romi                                   |                                        | 21                                     | 25,92%                                 |
| Neznano                                | Neznano                                |                                        | 0                                      | 0,0%                                   |